# Leopold
Leopold je moško osebno ime.

## Izvor imena
Ime Leopold izhaja iz nemškega imena Leopold. To razlagajo kot latinizirano obliko starega nemškega imena Luitbald. Ime Luitbald je zloženo iz starovisokonemških besed liut v pomenu besede »ljudstvo, narod« in bald »drzen, pogumen« 

## Različice imena
- moške oblike imena: Leo, Polde, Poldek, Poldi, Poldik
- ženske oblike imena: Leopolda, Leopoldina, Poldi, Poldica, Poldika, Poldka

## Pogostost imena
Po podatkih Statističnega urada Republike Slovenije je bilo na dan 31. decembra 2007 v Sloveniji število moških oseb z imenom Leopold: 1.958. Med vsemi moškimi imeni pa je ime Leopold po pogostosti uporabe uvrščeno na 112. mesto.

## Osebni praznik
V koledarju je ime Leopold zapisano: 2. aprila (italijanski menih, umrl leta 1815) in 15. novembra (avstrijski mejni grof svetnik in zavetnik Avstrije, umrl leta 1136) 

## Znane osebe
Leopold Krese, Leopold Layer, Leopold Maček, Leopold Suhodolčan